# Nova Šarovka
Nova Šarovka (1991-ig Čomborje) falu Horvátországban Verőce-Drávamente megyében. Közigazgatásilag Szópiához tartozik.

## Fekvése
Verőce központjától légvonalban 29, közúton 35 km-re keletre, községközpontjától 4 km-re délre, Nyugat-Szlavóniában, a Drávamenti-síkságon, Szópia és Medinci között fekszik.

## Története
A település a 19. század közepén Čomborje-puszta néven keletkezett Medinci északi határrészén. A második katonai felmérés térképén (1806-1869) már szerepel. Verőce vármegye Szalatnoki járásának része volt. 1857-ben 27, 1910-ben 35 lakosa volt. 1910-ben a népszámlálás adatai szerint lakosságának 94%-a magyar, 3-3%-a cseh és német anyanyelvű volt. Az I. világháború után 1918-ban az új szerb-horvát-szlovén állam, majd később (1929-ben) Jugoszlávia része lett. Az 1920-as években korábbi lakosságához képest nagyszámú horvát és szerb lakosság települt be a faluba. A II. világháború után újabb horvát és szerb telepesek érkeztek. 1991-ben 319 főnyi lakosságának 63%-a horvát, 35%-a szerb nemzetiségű volt. 2011-ben a településnek 250 lakosa volt.

## Lakossága
| Lakosság változása | Lakosság változása | Lakosság változása | Lakosság változása | Lakosság változása | Lakosság változása | Lakosság változása | Lakosság változása | Lakosság változása | Lakosság változása | Lakosság változása | Lakosság változása | Lakosság változása | Lakosság változása | Lakosság változása | Lakosság változása |
| ------------------ | ------------------ | ------------------ | ------------------ | ------------------ | ------------------ | ------------------ | ------------------ | ------------------ | ------------------ | ------------------ | ------------------ | ------------------ | ------------------ | ------------------ | ------------------ |
| 1857               | 1869               | 1880               | 1890               | 1900               | 1910               | 1921               | 1931               | 1948               | 1953               | 1961               | 1971               | 1981               | 1991               | 2001               | 2011               |
| 27                 | 24                 | 4                  | 14                 | 27                 | 35                 | 18                 | 299                | 469                | 465                | 395                | 391                | 346                | 319                | 274                | 250                |

(1931-től településrészként, 1981-től önálló településként.)

## Nevezetességei
Szent Leopold Bogdan Mandić tiszteletére szentelt római katolikus temploma 1998-ban épült. Sokszög alaprajzú, modern épület, a keleti oldalán harangtoronnyal.

## Sport
Az NK Nova Šarovka labdarúgóklubot 1977-ben alapították. A megyei 2. liga keleti csoportjában szerepel.